# Heliocheilus
Raghuva é um gênero de traça pertencente à família Arctiidae.